# Albias
Albias [albjas] est une commune française, située dans le centre du département de Tarn-et-Garonne en région Occitanie.
Sur le plan historique et culturel, la commune est dans le Pays Montalbanais, correspondant à la partie méridionale du Quercy.
Exposée à un climat océanique altéré, elle est drainée par l'Aveyron, la Lère, le ruisseau de la Brive, le ruisseau de la Tauge, le ruisseau de Gratis, le ruisseau de la Mouline, le ruisseau de la Nauge, le ruisseau de Laujole et par divers autres petits cours d'eau. La commune possède un patrimoine naturel remarquable : un site Natura 2000 (Les « vallées du Tarn, de l'Aveyron, du Viaur, de l'Agout et du Gijou »), un espace protégé (le « cours de la Garonne, de l'Aveyron, du Viaur et du Tarn ») et deux zones naturelles d'intérêt écologique, faunistique et floristique.
Albias est une commune rurale qui compte 3 272 habitants en 2022, après avoir connu une forte hausse de la population depuis 1962. Elle est dans l'unité urbaine d'Albias et fait partie de l'aire d'attraction de Montauban. Ses habitants sont appelés les Albiassains ou  Albiassaines.

## Géographie

### Localisation
Commune de l'aire d'attraction de Montauban située à 10 km au nord-est de Montauban sur l'Aveyron et la Tauge, elle est traversée par l'ancienne RN 20 (déclassée en D 820) qui en constitue l'artère centrale, et par l'autoroute A 20 qui passe à l'ouest du bourg.

### Communes limitrophes
Les communes limitrophes sont Cayrac, L'Honor-de-Cos, Lamothe-Capdeville, Mirabel, Montauban, Nègrepelisse, Réalville et Saint-Étienne-de-Tulmont.
| Mirabel, L'Honor-de-Cos | Réalville                | Cayrac       |
| Lamothe-Capdeville      | Albias                   | Nègrepelisse |
| Montauban               | Saint-Étienne-de-Tulmont |              |

### Hydrographie

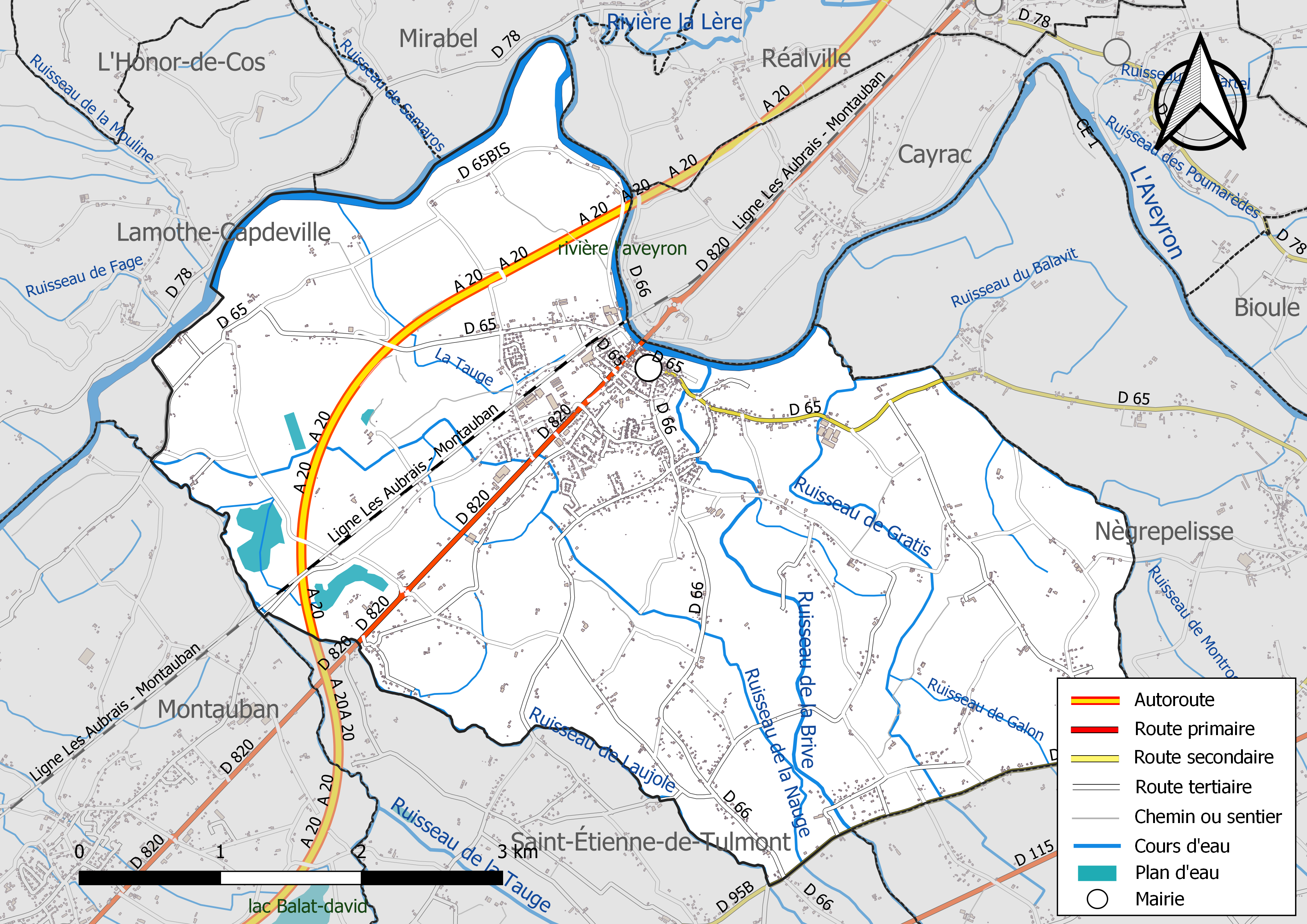
Réseaux hydrographique et routier d'Albias.

La commune est dans le bassin versant de la Garonne, au sein du bassin hydrographique Adour-Garonne. Elle est drainée par l'Aveyron, le ruisseau de la Brive, le ruisseau de la Tauge, le ruisseau de Gratis, le ruisseau de la Mouline, le ruisseau de la Nauge, le ruisseau de Laujole, la Tauge, le ruisseau de Galon et par divers petits cours d'eau, constituant un réseau hydrographique de 36 km de longueur totale,.
L'Aveyron, d'une longueur totale de 291 km, prend sa source dans la commune de Sévérac d'Aveyron et s'écoule d'est en ouest. Il traverse la commune et se jette dans le Tarn à Barry-d'Islemade, après avoir traversé 60 communes.
Le ruisseau de la Brive, d'une longueur totale de 13,2 km, prend sa source dans la commune de Vaïssac et s'écoule du sud-est vers le nord-ouest. Il traverse la commune et se jette dans l'Aveyron à Albias, après avoir traversé 4 communes.
Le ruisseau de la Tauge, d'une longueur totale de 19,5 km, prend sa source dans la commune de Monclar-de-Quercy et s'écoule du sud-est vers le nord-ouest. Il traverse la commune et se jette dans l'Aveyron à Lamothe-Capdeville, après avoir traversé 7 communes.

### Climat
Pour des articles plus généraux, voir Climat de l'Occitanie et Climat de Tarn-et-Garonne.
En 2010, le climat de la commune est de type climat du Bassin du Sud-Ouest, selon une étude du Centre national de la recherche scientifique s'appuyant sur une série de données couvrant la période 1971-2000. En 2020, Météo-France publie une typologie des climats de la France métropolitaine dans laquelle la commune est exposée à un climat océanique altéré et est dans la région climatique Aquitaine, Gascogne, caractérisée par une pluviométrie abondante au printemps, modérée en automne, un faible ensoleillement au printemps, un été chaud (19,5 °C), des vents faibles, des brouillards fréquents en automne et en hiver et des orages fréquents en été (15 à 20 jours).
Pour la période 1971-2000, la température annuelle moyenne est de 13,2 °C, avec une amplitude thermique annuelle de 15,8 °C. Le cumul annuel moyen de précipitations est de 759 mm, avec 10,5 jours de précipitations en janvier et 5,8 jours en juillet. Pour la période 1991-2020, la température moyenne annuelle observée sur la station météorologique de Météo-France la plus proche, « Bioule », sur la commune de Bioule à 7 km à vol d'oiseau, est de 13,9 °C et le cumul annuel moyen de précipitations est de 737,9 mm. 
La température maximale relevée sur cette station est de 41,9 °C, atteinte le 26 août 2010 ; la température minimale est de −15,1 °C, atteinte le 6 février 2012,,.
Les paramètres climatiques de la commune ont été estimés pour le milieu du siècle (2041-2070) selon différents scénarios d'émission de gaz à effet de serre à partir des nouvelles projections climatiques de référence DRIAS-2020. Ils sont consultables sur un site dédié publié par Météo-France en novembre 2022.

### Milieux naturels et biodiversité

#### Espaces protégés
La protection réglementaire est le mode d’intervention le plus fort pour préserver des espaces naturels remarquables et leur biodiversité associée,.
Un  espace protégé est présent sur la commune : 
le « cours de la Garonne, de l'Aveyron, du Viaur et du Tarn », objet d'un arrêté de protection de biotope, d'une superficie de 1 262,3 ha.

#### Réseau Natura 2000

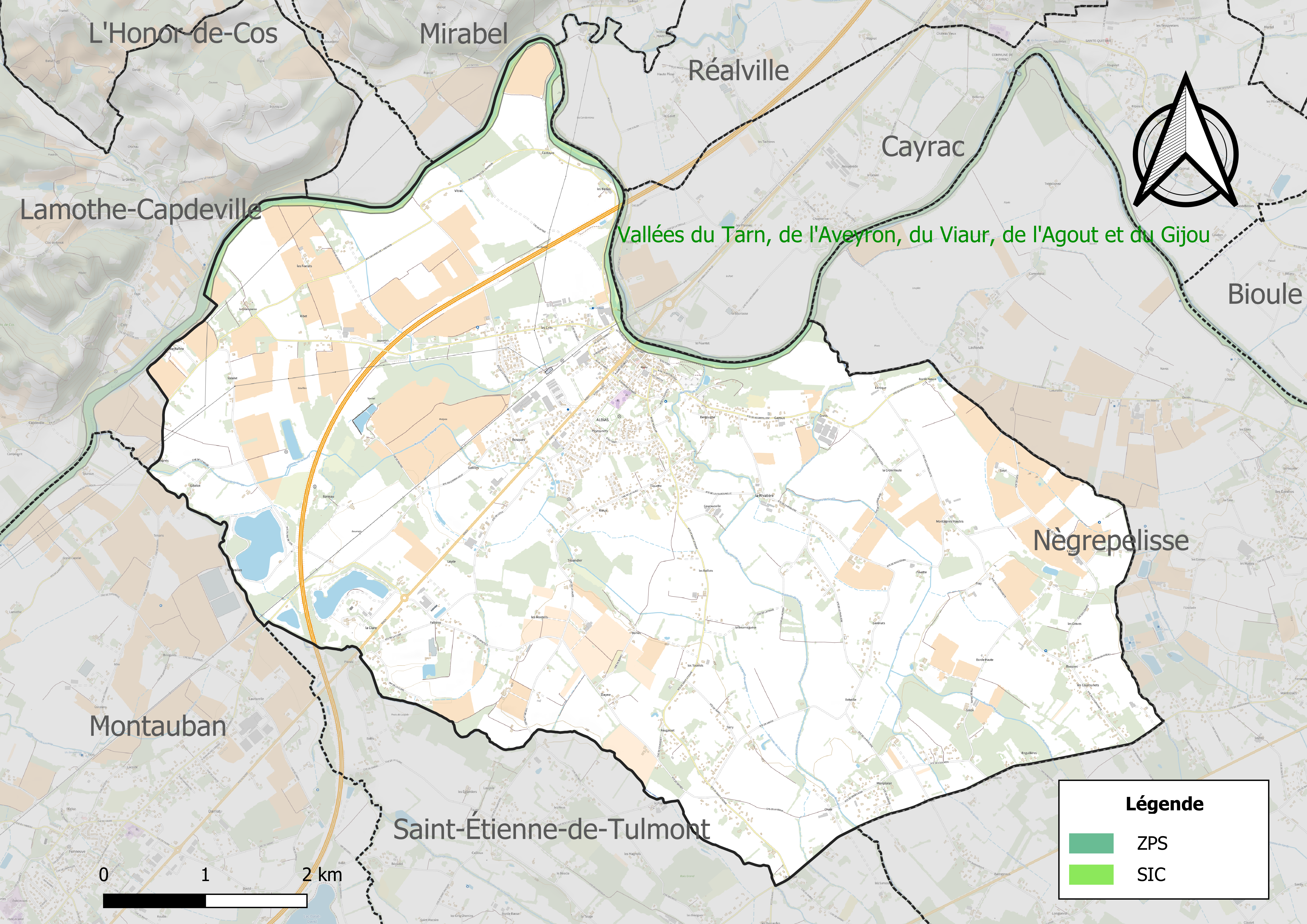
Site Natura 2000 sur le territoire communal.

Le réseau Natura 2000 est un réseau écologique européen de sites naturels d'intérêt écologique élaboré à partir des directives habitats et oiseaux, constitué de zones spéciales de conservation (ZSC) et de zones de protection spéciale (ZPS).
Un site Natura 2000 a été défini sur la commune au titre de la directive habitats : Les « vallées du Tarn, de l'Aveyron, du Viaur, de l'Agout et du Gijou », d'une superficie de 17 144 ha, s'étendant sur 136 communes dont 41 dans l'Aveyron, 8 en Haute-Garonne, 50 dans le Tarn et 37 dans le Tarn-et-Garonne. Elles présentent une très grande diversité d'habitats et d'espèces dans ce vaste réseau de cours d'eau et de gorges. La présence de la Loutre d'Europe et de la moule perlière d'eau douce est également d'un intérêt majeur.

#### Zones naturelles d'intérêt écologique, faunistique et floristique
L’inventaire des zones naturelles d'intérêt écologique, faunistique et floristique (ZNIEFF) a pour objectif de réaliser une couverture des zones les plus intéressantes sur le plan écologique, essentiellement dans la perspective d’améliorer la connaissance du patrimoine naturel national et de fournir aux différents décideurs un outil d’aide à la prise en compte de l’environnement dans l’aménagement du territoire.
Une ZNIEFF de type 1 est recensée sur la commune :
la « rivière Aveyron » (3 500 ha), couvrant 63 communes dont 38 dans l'Aveyron, cinq dans le Tarn et 20 dans le Tarn-et-Garonne et une ZNIEFF de type 2, : 
la « vallée de l' Aveyron » (14 644 ha), couvrant 68 communes dont 41 dans l'Aveyron, cinq dans le Tarn et 22 dans le Tarn-et-Garonne.

Carte des ZNIEFF de type 1 et 2 à Albias.
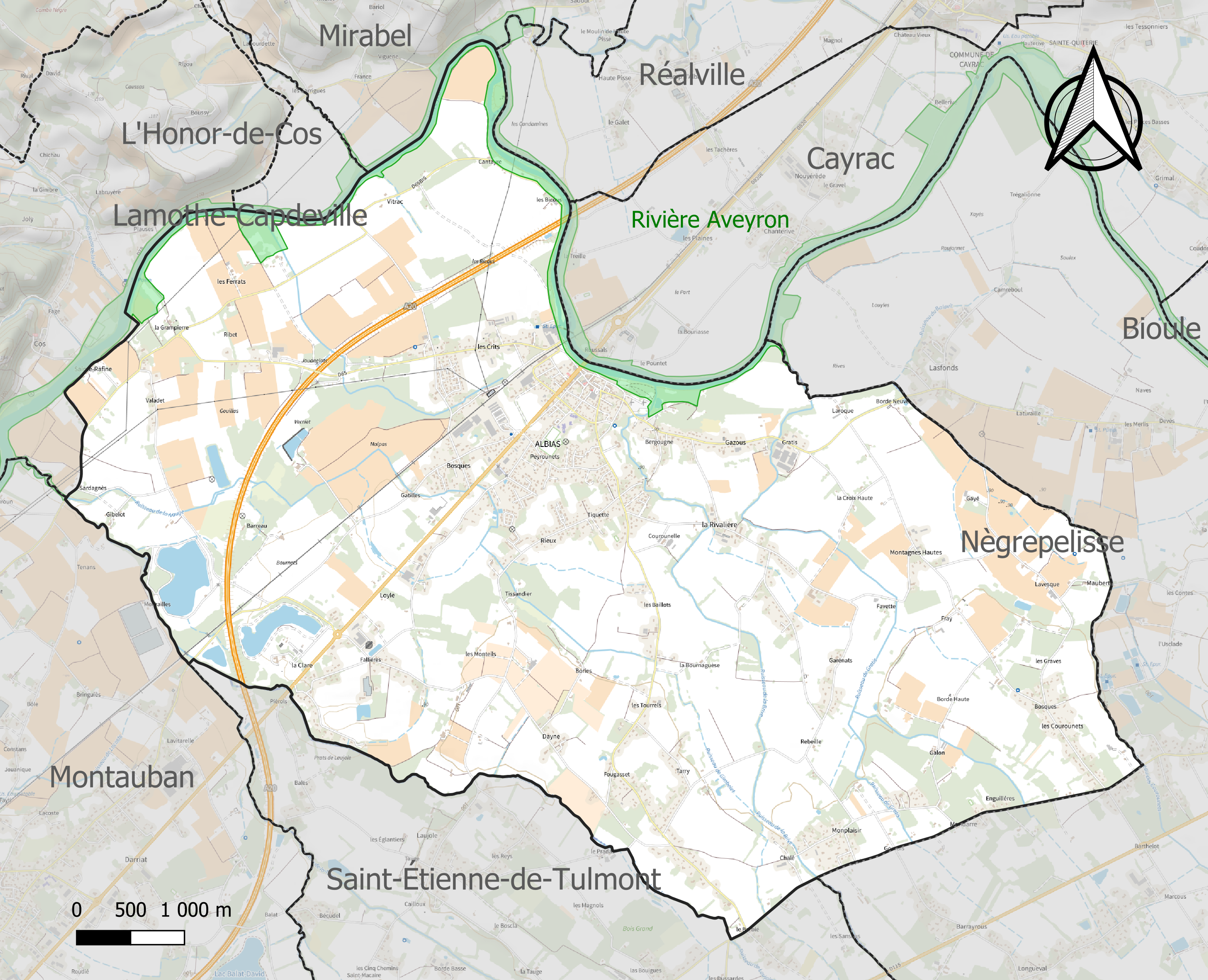
Carte de la ZNIEFF de type 1 sur la commune.
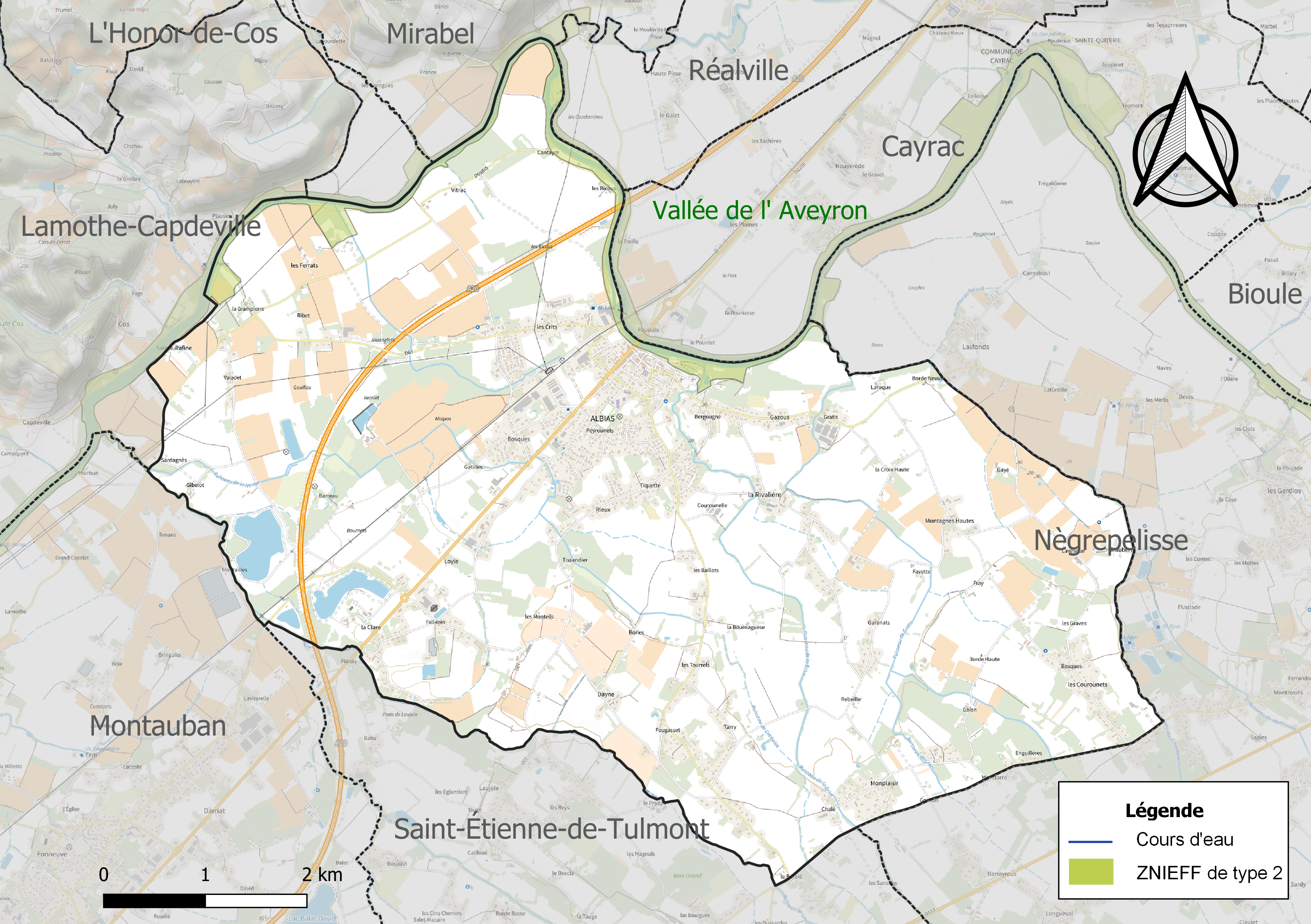
Carte de la ZNIEFF de type 2 sur la commune.

## Urbanisme

### Typologie
Au 1er janvier 2024, Albias est catégorisée bourg rural, selon la nouvelle grille communale de densité à sept niveaux définie par l'Insee en 2022.
Elle appartient à l'unité urbaine d'Albias, une unité urbaine monocommunale constituant une ville isolée,. Par ailleurs la commune fait partie de l'aire d'attraction de Montauban, dont elle est une commune de la couronne,. Cette aire, qui regroupe 50 communes, est catégorisée dans les aires de 50 000 à moins de 200 000 habitants,.

### Occupation des sols

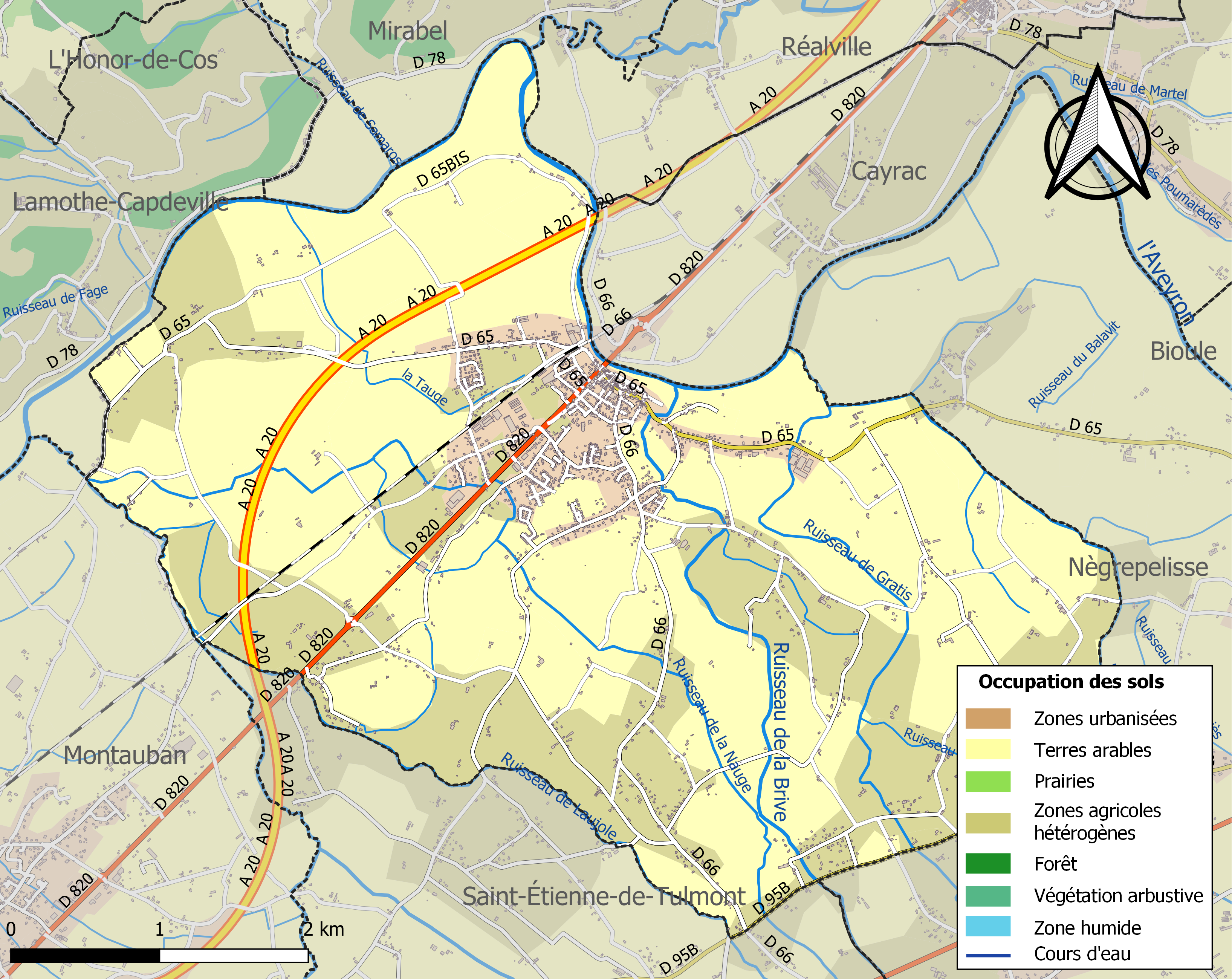
Carte des infrastructures et de l'occupation des sols de la commune en 2018 (CLC).

L'occupation des sols de la commune, telle qu'elle ressort de la base de données européenne d’occupation biophysique des sols Corine Land Cover (CLC), est marquée par l'importance des territoires agricoles (92,7 % en 2018), en diminution par rapport à 1990 (95,3 %). La répartition détaillée en 2018 est la suivante : 
terres arables (42,7 %), zones agricoles hétérogènes (31,7 %), cultures permanentes (18,3 %), zones urbanisées (7,3 %). L'évolution de l’occupation des sols de la commune et de ses infrastructures peut être observée sur les différentes représentations cartographiques du territoire : la carte de Cassini (XVIIIe siècle), la carte d'état-major (1820-1866) et les cartes ou photos aériennes de l'IGN pour la période actuelle (1950 à aujourd'hui).

### Voies de communication et transports
La ville compte une gare sur son territoire, la gare d'Albias, desservie quotidiennement par des TER Occitanie effectuant des missions entre les gares de Toulouse-Matabiau, Montauban-Ville-Bourbon, Cahors et Brive-la-Gaillarde.
La ligne 203 du réseau liO relie la commune à Montauban et à Villefranche-de-Rouergue.

### Risques majeurs
Le territoire de la commune d'Albias est vulnérable à différents aléas naturels : météorologiques (tempête, orage, neige, grand froid, canicule ou sécheresse), inondations, mouvements de terrains et séisme (sismicité très faible). Il est également exposé à deux risques technologiques,  le transport de matières dangereuses et la rupture d'un barrage. Un site publié par le BRGM permet d'évaluer simplement et rapidement les risques d'un bien localisé soit par son adresse soit par le numéro de sa parcelle.

#### Risques naturels
Certaines parties du territoire communal sont susceptibles d’être affectées par le risque d’inondation par débordement de cours d'eau, notamment l'Aveyron, la Lère, le ruisseau de la Brive et le ruisseau de la Tauge. La cartographie des zones inondables en ex-Midi-Pyrénées réalisée dans le cadre du XIe Contrat de plan État-région, visant à informer les citoyens et les décideurs sur le risque d’inondation, est accessible sur le site de la DREAL Occitanie. La commune a été reconnue en état de catastrophe naturelle au titre des dommages causés par les inondations et coulées de boue survenues en 1982, 1993, 1999, 2003, 2006, 2019 et 2021,.
Albias est exposée au risque de feu de forêt. Le département de Tarn-et-Garonne présentant toutefois globalement un niveau d’aléa moyen à faible très localisé, aucun Plan départemental de protection des forêts contre les risques d’incendie de forêt (PFCIF) n'a été élaboré. Le débroussaillement aux abords des maisons constitue l’une des meilleures protections pour les particuliers contre le feu,.

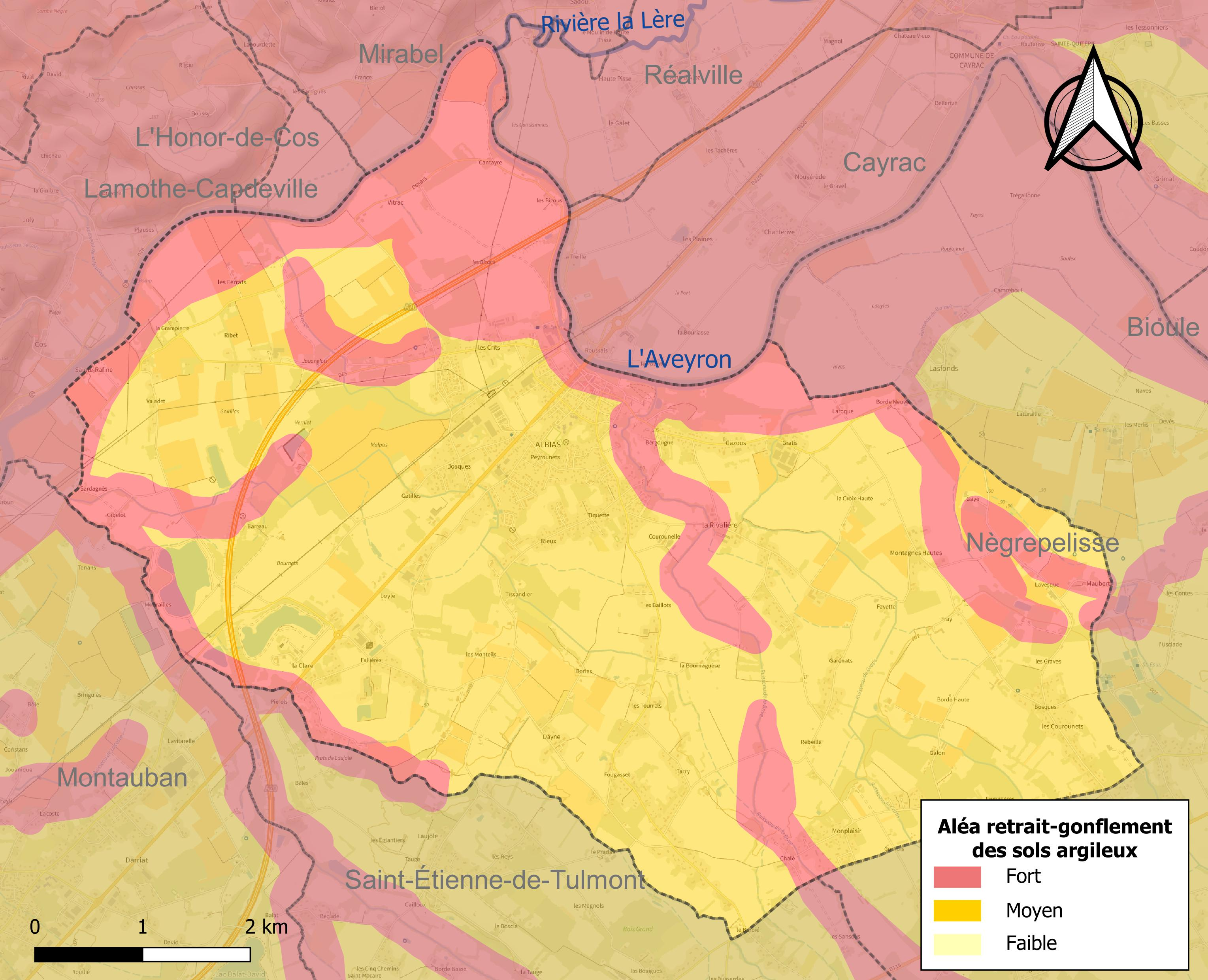
Carte des zones d'aléa retrait-gonflement des sols argileux d'Albias.

Les mouvements de terrains susceptibles de se produire sur la commune sont des tassements différentiels.
Le retrait-gonflement des sols argileux est susceptible d'engendrer des dommages importants aux bâtiments en cas d’alternance de périodes de sécheresse et de pluie. La totalité de la commune est en aléa moyen ou fort (92 % au niveau départemental et 48,5 % au niveau national). Sur les 1 273 bâtiments dénombrés sur la commune en 2019, 1 273 sont en aléa moyen ou fort, soit 100 %, à comparer aux 96 % au niveau départemental et 54 % au niveau national. Une cartographie de l'exposition du territoire national au retrait gonflement des sols argileux est disponible sur le site du BRGM,.
Par ailleurs, afin de mieux appréhender le risque d’affaissement de terrain, l'inventaire national des cavités souterraines permet de localiser celles situées sur la commune.
Concernant les mouvements de terrains, la commune a été reconnue en état de catastrophe naturelle au titre des dommages causés par la sécheresse en 1989, 1991, 1992, 2003, 2008, 2011, 2015 et 2017 et par des mouvements de terrain en 1999.

#### Risques technologiques
Le risque de transport de matières dangereuses sur la commune est lié à sa traversée par des infrastructures routières ou ferroviaires importantes ou la présence d'une canalisation de transport d'hydrocarbures. Un accident se produisant sur de telles infrastructures est susceptible d’avoir des effets graves sur les biens, les personnes ou l'environnement, selon la nature du matériau transporté. Des dispositions d’urbanisme peuvent être préconisées en conséquence.
La commune est en outre située en aval du barrage de Pareloup, un ouvrage de classe A dans l'Aveyron sur les rivières Aveyron et Viaur, disposant d'une retenue de 169 millions de mètres cubes. À ce titre elle est susceptible d’être touchée par l’onde de submersion consécutive à la rupture de cet ouvrage.

## Histoire
À la période gallo-romaine : sur l’emplacement actuel de la paroisse de Sainte-Raffine existait un quartier de la ville de Cos, ville qui avait à la même époque l'étendue de Toulouse.
La voie romaine de Cahors à Toulouse passait par Cos.
Vers 1150, le vicomte de Bruniquel créa trois bastides dont celle d’Albias qui portera successivement les noms de « Biaccié », « Bias », « Albiassio », « Albiac », et enfin Albias. Elle porta aussi le nom de Tulmont.
Entre 1561 et 1669 : Albias n'échappe pas aux guerres de religion et à plusieurs reprises elle a été détruite et reconstruite pour atteindre une population de 1 500 habitants vers 1669.
À partir de 1752 : Albias tire son importance de la création du tracé de la route nationale 20 actuelle (Paris-Toulouse-Espagne) qui se concrétise par la construction du pont sur l’Aveyron de 1757 à 1767. Deux mois après la fin des travaux la poste à chevaux empruntera cette nouvelle voie.

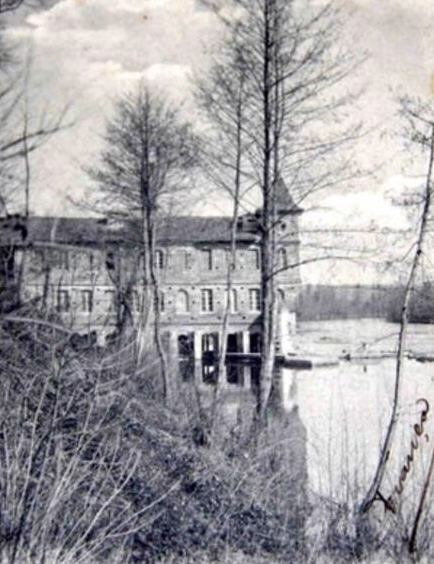
Le Moulin d’Albias avant sa transformation de 1910

Le 8 août 1770, le roi Louis XV ordonna la construction d’un moulin à farine dans la commune. Cette construction industrielle en brique rouge dégage une impression de puissance mais aussi d’une certaine harmonie face à la rivière Aveyron. Ce moulin, édifié d'après les plans d'Alexis Bergis, architecte du roi Louis XV, a commencé à moudre le 4 novembre 1781 après environ onze années de construction. De nos jours, le Moulin d'Albias est devenu l’emblème de la commune de par sa présence forte dans le paysage albiassain mais aussi par rapport à son historique. Après avoir été l’une des minoteries majeures de Tarn-et-Garonne et de la vallée de l’Aveyron durant environ 170 années, le Moulin d’Albias est converti en immeuble d’habitation en 1950.

## Politique et administration
La commune d'Albias fait partie de la communauté de communes Terrasses et Vallée de l'Aveyron.

### Liste des maires
| Période                                  | Période   | Identité             | Étiquette | Qualité      |
| ---------------------------------------- | --------- | -------------------- | --------- | ------------ |
| 1945                                     | 1947      | Émile Rodolausse     |           |              |
| octobre 1947                             | mars 1965 | Roger Degans         | DVG       |              |
| mars 1965                                | mars 1977 | Jean-Pierre Deltemps |           |              |
| 1977                                     | 1983      | Roger Degans         | DVG       |              |
| mars 1983                                | mars 2001 | Robert Batut         |           |              |
| mars 2001                                | mars 2014 | Christian Teyssières | UMP       | Agriculteur  |
| mars 2014                                | En cours  | Véronique Magnani    | DVD       | Agricultrice |
| Les données manquantes sont à compléter. |           |                      |           |              |

## Démographie
L'évolution du nombre d'habitants est connue à travers les recensements de la population effectués dans la commune depuis 1793. Pour les communes de moins de 10 000 habitants, une enquête de recensement portant sur toute la population est réalisée tous les cinq ans, les populations de référence des années intermédiaires étant quant à elles estimées par interpolation ou extrapolation. Pour la commune, le premier recensement exhaustif entrant dans le cadre du nouveau dispositif a été réalisé en 2007.

En 2022, la commune comptait 3 272 habitants, en évolution de +1,43 % par rapport à 2016 (Tarn-et-Garonne : +3,12 %, France hors Mayotte : +2,11 %).
| 1793  | 1800  | 1806  | 1821  | 1831  | 1836  | 1841  | 1846  | 1851  |
| ----- | ----- | ----- | ----- | ----- | ----- | ----- | ----- | ----- |
| 1 233 | 1 395 | 1 403 | 1 202 | 1 182 | 1 222 | 1 257 | 1 250 | 1 238 |

| 1856  | 1861  | 1866  | 1872  | 1876  | 1881  | 1886  | 1891  | 1896  |
| ----- | ----- | ----- | ----- | ----- | ----- | ----- | ----- | ----- |
| 1 196 | 1 232 | 1 178 | 1 195 | 1 173 | 1 279 | 1 107 | 1 146 | 1 097 |

| 1901  | 1906  | 1911  | 1921 | 1926  | 1931  | 1936  | 1946  | 1954  |
| ----- | ----- | ----- | ---- | ----- | ----- | ----- | ----- | ----- |
| 1 056 | 1 041 | 1 035 | 978  | 1 066 | 1 102 | 1 080 | 1 132 | 1 233 |

| 1962  | 1968  | 1975  | 1982  | 1990  | 1999  | 2006  | 2007  | 2012  |
| ----- | ----- | ----- | ----- | ----- | ----- | ----- | ----- | ----- |
| 1 381 | 1 668 | 1 888 | 2 091 | 2 313 | 2 338 | 2 573 | 2 608 | 3 166 |

| 2017  | 2022  | - | - | - | - | - | - | - |
| ----- | ----- | - | - | - | - | - | - | - |
| 3 246 | 3 272 | - | - | - | - | - | - | - |

## Économie

### Revenus
En 2018, la commune compte 1 357 ménages fiscaux, regroupant 3 299 personnes. La médiane du revenu disponible par unité de consommation est de 20 110 € (20 140 € dans le département). 41 % des ménages fiscaux sont imposés (42,6 % dans le département).

### Emploi
|                | 2008  | 2013   | 2018   |
| -------------- | ----- | ------ | ------ |
| Commune        | 6,5 % | 8,7 %  | 9 %    |
| Département    | 8,4 % | 10,2 % | 10,3 % |
| France entière | 8,3 % | 10 %   | 10 %   |

En 2018, la population âgée de 15 à 64 ans s'élève à 1 926 personnes, parmi lesquelles on compte 74,3 % d'actifs (65,2 % ayant un emploi et 9 % de chômeurs) et 25,7 % d'inactifs,. Depuis 2008, le taux de chômage communal (au sens du recensement) des 15-64 ans est inférieur à celui de la France et du département.
La commune fait partie de la couronne de l'aire d'attraction de Montauban, du fait qu'au moins 15 % des actifs travaillent dans le pôle,. Elle compte 647 emplois en 2018, contre 693 en 2013 et 635 en 2008. Le nombre d'actifs ayant un emploi résidant dans la commune est de 1 285, soit un indicateur de concentration d'emploi de 50,3 % et un taux d'activité parmi les 15 ans ou plus de 56,2 %.
Sur ces 1 285 actifs de 15 ans ou plus ayant un emploi, 273 travaillent dans la commune, soit 21 % des habitants. Pour se rendre au travail, 90,9 % des habitants utilisent un véhicule personnel ou de fonction à quatre roues, 2,2 % les transports en commun, 3,9 % s'y rendent en deux-roues, à vélo ou à pied et 3 % n'ont pas besoin de transport (travail au domicile).

### Activités hors agriculture

#### Secteurs d'activités
234 établissements sont implantés  à Albias au 31 décembre 2019. Le tableau ci-dessous en détaille le nombre par secteur d'activité et compare les ratios avec ceux du département,.
| Secteur d'activité                                                                                        | Commune | Commune | Département |
| Secteur d'activité                                                                                        | Nombre  | %       | %           |
| --- | ------- | ------- | ----------- |
| Ensemble                                                                                                  | 234     | 100 %   | (100 %)     |
| Industrie manufacturière, industries extractives et autres                                                | 27      | 11,5 %  | (9,6 %)     |
| Construction                                                                                              | 36      | 15,4 %  | (14,9 %)    |
| Commerce de gros et de détail, transports, hébergement et restauration                                    | 70      | 29,9 %  | (29,7 %)    |
| Information et communication                                                                              | 4       | 1,7 %   | (1,9 %)     |
| Activités financières et d'assurance                                                                      | 5       | 2,1 %   | (3,4 %)     |
| Activités immobilières                                                                                    | 20      | 8,5 %   | (3,3 %)     |
| Activités spécialisées, scientifiques et techniques et activités de services administratifs et de soutien | 29      | 12,4 %  | (14,1 %)    |
| Administration publique, enseignement, santé humaine et action sociale                                    | 26      | 11,1 %  | (13,6 %)    |
| Autres activités de services                                                                              | 17      | 7,3 %   | (9,3 %)     |

Le secteur du commerce de gros et de détail, des transports, de l'hébergement et de la restauration est prépondérant sur la commune puisqu'il représente 29,9 % du nombre total d'établissements de la commune (70 sur les 234 entreprises implantées  à Albias), contre 29,7 % au niveau départemental.

#### Entreprises et commerces
Les cinq entreprises ayant leur siège social sur le territoire communal qui génèrent le plus de chiffre d'affaires en 2020 sont : 
- SARL Ets Gaston, entretien et réparation de véhicules automobiles légers (6 567 k€)
- Guilhem Industries, fabrication de meubles de bureau et de magasin (3 357 k€)
- Ggi Ameublement De Bureaux, commerce de gros (commerce interentreprises) de mobilier de bureau (2 546 k€)
- Am Automobiles, commerce de voitures et de véhicules automobiles légers (1 378 k€)
- C-Gex System's - Cgex, fabrication de machines pour les industries textiles (1 207 k€)

### Agriculture
La commune est dans les « Vallées et Terrasses », une petite région agricole occupant le centre et une bande d'est en ouest  du département de Tarn-et-Garonne. En 2020, l'orientation technico-économique de l'agriculture  sur la commune est la culture de fruits ou d'autres cultures permanentes. 
|               | 1988  | 2000  | 2010  | 2020 |
| ------------- | ----- | ----- | ----- | ---- |
| Exploitations | 83    | 68    | 48    | 41   |
| SAU (ha)      | 1 536 | 1 442 | 1 117 | 953  |

Le nombre d'exploitations agricoles en activité et ayant leur siège dans la commune est passé de 83 lors du recensement agricole de 1988  à 68 en 2000 puis à 48 en 2010 et enfin à 41 en 2020, soit une baisse de 51 % en 32 ans. Le même mouvement est observé à l'échelle du département qui a perdu pendant cette période 57 % de ses exploitations,. La surface agricole utilisée sur la commune a également diminué, passant de 1 536 ha en 1988 à 953 ha en 2020. Parallèlement la surface agricole utilisée moyenne par exploitation a augmenté, passant de 19 à 23 ha.

## Culture locale et patrimoine

### Lieux et monuments
Généralités historiques :
Bastide fondée au XIIIe siècle par les vicomtes de Bruniquel.
Vestiges préhistoriques et antiques :
Agglomération gallo-romaine de Cosa au lieu-dit Sainte-Raffine : poterie, ustensiles, monnaies ; voie romaine.
Architecture civile :
Domaine de La Clare : manoir et pigeonnier circulaire XIXe siècle.
Domaine du Grand Barrau : ancienne demeure bourgeoise du XVIIIe siècle
Architecture sacrée :
Église Saint-Georges d'Albias, XVIIe siècle et XIXe siècle. L'édifice est référencé dans la base Mérimée et à l'Inventaire général Région Occitanie.
Temple, XIXe siècle.
Sites :
Rives de l'Aveyron, nombreux ruisseaux et plan d'eau.
Gare d'Albias

### Personnalités liées à la commune
- Antonin Causse (1877-1947), pasteur et théologien né sur la commune.

### Héraldique
| Blason de Albias | Blason  | De gueules à la fasce ondée d'argent chargée d'un lion d'azur et accompagnée en chef d'une croix cléchée, vidée et pommetée de douze pièces et en pointe de deux épées passées en sautoir, le tout d'or. |
| Blason de Albias | Détails | Le statut officiel du blason reste à déterminer. |

## Pour approfondir